# سی روز
سی روز (انگلیسی: Thirty Days) یک فیلم کمدی صامت کوتاه به کارگردانی ویلارد لوئیس است که در سال ۱۹۱۶ منتشر شد. از بازیگران این فیلم می‌توان به اولیور هاردی، السی مک‌کلاد، فلورنس مک‌لاکلین و بیلی روژ اشاره کرد.